# カオス (プロレスラー)
カオス（Kahoz、アルベルト・レオネル・エルナンデス・ロペス（Alberto Leonel Hernandez Lopez）、1950年1月18日 - ）は、メキシコのプロレスラー（元覆面レスラー）。メキシコシティ出身。
実子はメフィスト、兄弟にギロ、叔父にアストロ・デ・プラタ、いとこにレイ・ハルコン。

## 来歴
1971年デビュー。デビュー当時は鷲をイメージしたデザインのマスクマン「レイ・ハルコン」であった。すぐに「アストロ・レイ」という宇宙、惑星をモチーフにした赤と緑のデザインのマスクマンになる。UWA（LLI）などのリングに上がった。
1979年にはドス・カラスとの抗争を繰り広げ、4月8日にはドス・カラスの持つメキシコナショナルライトヘビー級王座に挑戦し奪取。4月22日にはコントラ･マッチで敗れ素顔になっている。
1980年4月12日にアパトラコにて怨霊仮面「カオス」のマスクマンに転身（このマスクマンはAAAの旗揚げに尽力したブッカーのアントニオ・ペーニャがレスラー時代に用いたマスクマンキャラであった）。
1983年12月に、クチージョ、サンドカンで「エル・トライアングロ・デ・ラ・ムエルテ（El Triangulo de la Muerte）」を結成。のちクチージョが脱退しランボーが加入。このメンバーで1989年4月23日には空位だったUWA世界6人タッグ王座の8人参加のトーナメントの決勝でエル・ブラソ、ブラソ・デ・オロ、ブラソ・デ・プラタ組（ロス・ブラソス）を破り奪取、8月20日には防衛に失敗したが1990年3月18日に再び同ベルトを奪取。また同年にはメキシコ州ライトヘビー級王座も奪取。
1991年10月、W★INGプロモーションに来日。
1992年にEMLL（現在のCMLLに移籍）。1995年12月15日にはショッカーにコントラ･マッチで敗れ素顔になる1997年にはAAAにて「スケアクロウ」というマスクマンに転身したがすぐに「カオス」に戻る。
現在はセミリタイヤ状態。

## 得意技
ボー・アンド・アロー・バックブリーカー
ランニング・セントーン

## 獲得タイトル
EMLL / CMLL / CBLL
ナショナル・ライトヘビー級王座
UWA
UWA世界6人タッグ王座（w / ランボー&サンドカン）
WWA
WWA世界トリオ王座（w / エル・シコデリコ&サンドカン）
その他
メキシコ州ライトヘビー級王座